# Punctileptops amboimensis
Punctileptops amboimensis är en stekelart som beskrevs av Heinrich 1967. Punctileptops amboimensis ingår i släktet Punctileptops och familjen brokparasitsteklar. Inga underarter finns listade i Catalogue of Life.